# Dongbeihua
Dongbeihua is een Noordoost-Mandarijns dialect dat gesproken wordt in Noordoost-China. Dongbeihua mag niet verward worden met Dongbeiguanhua. Het dialect bevat veel woorden van het Mantsjoe, Russisch en Japans.
- Sino-Tibetaanse talen
  - Chinese talen
    - Mandarijns
      - Noordoost-Mandarijn
        - Dongbeihua

## Geschiedenis
Het dialect was vroeger in Noordoost-China gekomen door Han-Chinese immigranten uit de Chinese provincies Shandong en Hebei.

## Subdialecten in het Dongbeihua
- Changchunhua 长春话
- Harbinhua 哈尔浜话
- Qiqiharhua 斉斉哈尔话
- Shenyanghua 沈阳话